# Grand Prix Brazílie 1982
Grand Prix Brazílie 1982 (oficiálně X Grande Prêmio do Brasil) se jela na okruhu Jacarepagua v Rio de Janeiro v Brazílii dne 21. března 1982. Závod byl druhým v pořadí v sezóně 1982 šampionátu Formule 1.

## Závod
| Poř.   | No. | Jezdec             | Konstruktér     | Počet kol | Čas/Odstoupení | Pořadí na startu | Body |
| ------ | --- | ------------------ | --------------- | --------- | -------------- | ---------------- | ---- |
| 1      | 15  | Alain Prost        | Renault         | 63        | 1:44:33.134    | 1                | 9    |
| 2      | 7   | John Watson        | McLaren-Ford    | 63        | + 2.990        | 12               | 6    |
| 3      | 12  | Nigel Mansell      | Lotus-Ford      | 63        | + 36.859       | 14               | 4    |
| 4      | 3   | Michele Alboreto   | Tyrrell-Ford    | 63        | + 50.761       | 13               | 3    |
| 5      | 9   | Manfred Winkelhock | ATS-Ford        | 62        | + 1 kolo       | 15               | 2    |
| 6      | 28  | Didier Pironi      | Ferrari         | 62        | + 1 kolo       | 8                | 1    |
| 7      | 4   | Slim Borgudd       | Tyrrell-Ford    | 61        | + 2 kola       | 21               |      |
| 8      | 17  | Jochen Mass        | March-Ford      | 61        | + 2 kola       | 22               |      |
| 9      | 31  | Jean-Pierre Jarier | Osella-Ford     | 60        | + 3 kola       | 23               |      |
| 10     | 30  | Mauro Baldi        | Arrows-Ford     | 57        | + 6 kol        | 19               |      |
| DSQ    | 1   | Nelson Piquet      | Brabham-Ford    | 63        | Podváha        | 7                |      |
| DSQ    | 6   | Keke Rosberg       | Williams-Ford   | 63        | Podváha        | 3                |      |
| Ret    | 10  | Eliseo Salazar     | ATS-Ford        | 38        | Motor          | 18               |      |
| Ret    | 20  | Chico Serra        | Fittipaldi-Ford | 36        | Zavěšení       | 25               |      |
| Ret    | 2   | Riccardo Patrese   | Brabham-Ford    | 34        | Psychika       | 9                |      |
| Ret    | 27  | Gilles Villeneuve  | Ferrari         | 29        | Řízení         | 2                |      |
| Ret    | 8   | Niki Lauda         | McLaren-Ford    | 22        | Kolize         | 5                |      |
| Ret    | 16  | René Arnoux        | Renault         | 21        | Kolize         | 4                |      |
| Ret    | 5   | Carlos Reutemann   | Williams-Ford   | 21        | Kolize         | 6                |      |
| Ret    | 11  | Elio de Angelis    | Lotus-Ford      | 21        | Kolize         | 11               |      |
| Ret    | 25  | Eddie Cheever      | Ligier-Matra    | 19        | Únik vody      | 26               |      |
| Ret    | 23  | Bruno Giacomelli   | Alfa Romeo      | 16        | Spojka         | 16               |      |
| Ret    | 26  | Jacques Laffite    | Ligier-Matra    | 15        | Šasi           | 24               |      |
| Ret    | 22  | Andrea de Cesaris  | Alfa Romeo      | 14        | Šasi           | 10               |      |
| Ret    | 33  | Derek Daly         | Theodore-Ford   | 12        | Řízení         | 20               |      |
| Ret    | 18  | Raul Boesel        | March-Ford      | 11        | Řízení         | 17               |      |
| DNQ    | 36  | Teo Fabi           | Toleman-Hart    |           |                |                  |      |
| DNQ    | 29  | Brian Henton       | Arrows-Ford     |           |                |                  |      |
| DNQ    | 35  | Derek Warwick      | Toleman-Hart    |           |                |                  |      |
| DNQ    | 14  | Roberto Guerrero   | Ensign-Ford     |           |                |                  |      |
| DNPQ   | 32  | Riccardo Paletti   | Osella-Ford     |           |                |                  |      |
| Zdroj: |     |                    |                 |           |                |                  |      |

## Průběžné pořadí po závodě
Pohár jezdců
| Pořadí | Jezdec           | Body |
| ------ | ---------------- | ---- |
| 1      | Alain Prost      | 18   |
| 2      | John Watson      | 7    |
| 3      | Carlos Reutemann | 6    |
| 4      | René Arnoux      | 4    |
| 5      | Nigel Mansell    | 4    |
| Zdroj: |                  |      |

Pohár konstruktérů
| Pořadí | Konstruktér   | Body |
| ------ | ------------- | ---- |
| 1      | Renault       | 22   |
| 2      | McLaren-Ford  | 10   |
| 3      | Williams-Ford | 8    |
| 4      | Lotus-Ford    | 4    |
| 5      | Tyrrell-Ford  | 3    |
| Zdroj: |               |      |